# Emlingen
Emlingen település Franciaországban, Haut-Rhin megyében. Lakosainak száma 313 fő (2022. január 1.). Emlingen Walheim, Luemschwiller, Obermorschwiller, Tagsdorf és Wittersdorf községekkel határos.

## Népesség
A település népességének változása:
| Lakosok száma | 276  | 278  | 286  | 287  | 295  | 302  | 307  | 310  | 313  |
|               | 2013 | 2015 | 2016 | 2017 | 2018 | 2019 | 2020 | 2021 | 2022 |